# Mohave megye
Mohave megye az Amerikai Egyesült Államokban, azon belül Arizona államban található. Megyeszékhelye Kingman, legnagyobb városa Lake Havasu City. Lakosainak száma 213 267 fő (2020. április 1.). Mohave megye Washington, La Paz, Kane, Coconino, Yavapai, San Bernardino, Clark és Lincoln megyékkel határos.

## Népesség
A megye népességének változása:
| Lakosok száma | 200 134 | 202 399 | 203 142 | 203 030 | 204 737 | 213 267 |
|               | 2010    | 2011    | 2012    | 2013    | 2015    | 2020    |